# Protestas en el Tíbet de 2010

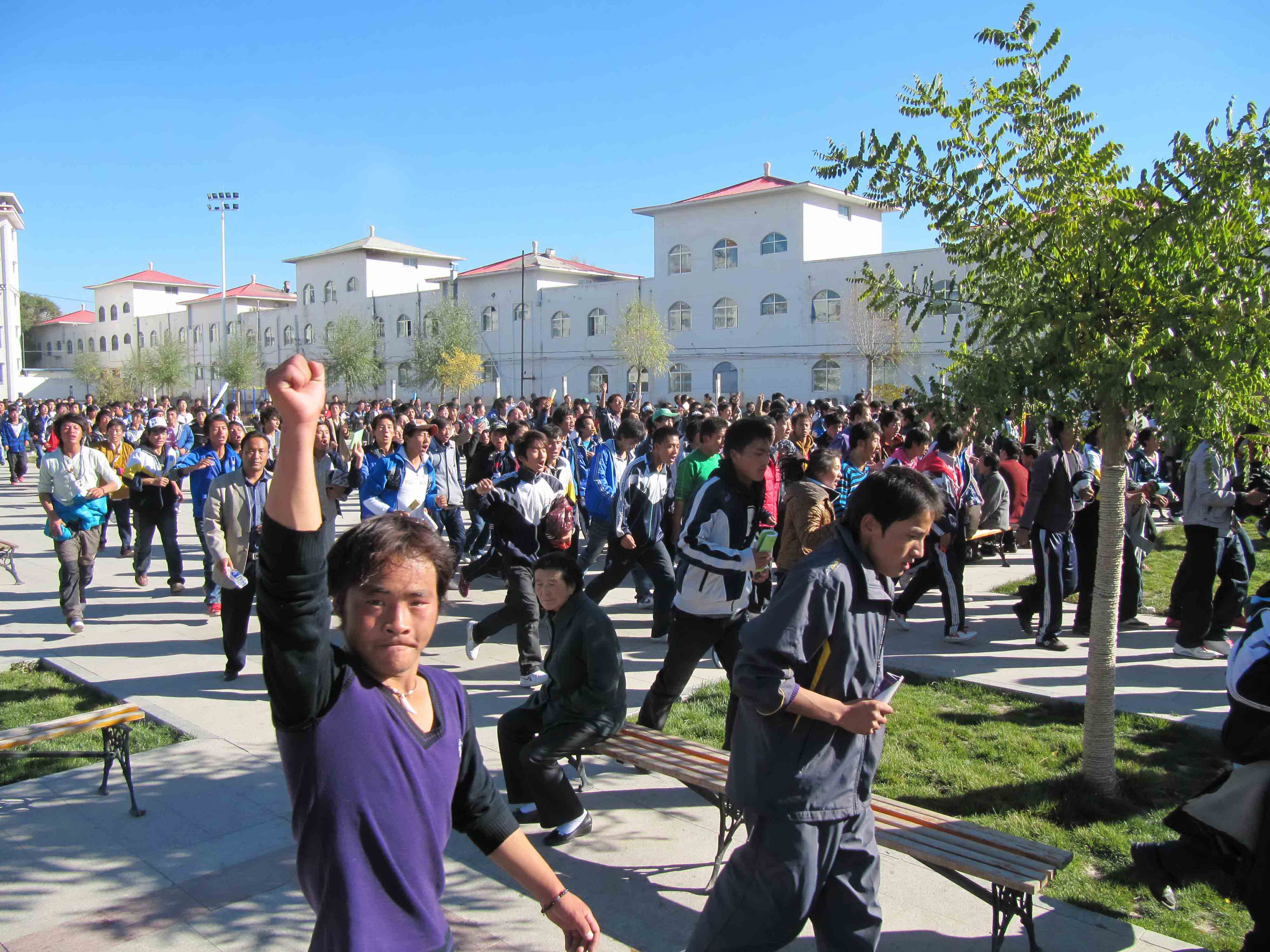
Se estima que 2.000 estudiantes de cuatro escuelas en la ciudad de Chabcha, condado de Chabcha de la prefectura autónoma tibetana de Hainan protestaron en las calles de Chabcha el 20 de octubre.

Las protestas en el Tíbet de 2010 fueron una serie de manifestaciones lideradas por estudiantes de etnia tibetana en la prefectura autónoma tibetana de Hainan desde el 20 al 27 de octubre de 2010.

## Causas
- El gobierno local en Qinghai presionó por una educación bilingüe, es decir, solo los cursos de idioma tibetano e inglés deben enseñarse en tibetano, los cursos que no sean tibetano e inglés deben enseñarse en mandarín estándar.[2][3]
- La reunión masiva del 25 de julio de 2010, que tuvo lugar en Cantón, provincia de Cantón, en protesta contra la supuesta usurpación del mandarín estándar en el idioma cantonés, puede haber servido de inspiración y aliento para que el pueblo tibetano exprese su descontento.

## Eventos
Se alegó gracias una serie de informes de cientos a 9000 personas participaron en la protesta. Según un bloguero tibetano local, el jefe del departamento de educación del condado expulsó y aseguró a los manifestantes que "sus quejas serían atendidas por altos funcionarios". Una serie de protestas aparentemente relacionadas inspiradas por esto tuvo lugar en el condado de Gonghe el 20 de octubre; en el condado de Maqên, en la vecina prefectura autónoma tibetana de Golog, el 21 de octubre; en el condado de Xiahe el 25 de octubre. 400 estudiantes tibetanos también realizaron una manifestación de apoyo el 22 de octubre en el campus de la Universidad Minzu de China en Beijing.

## Respuesta
El 29 de octubre, el gobierno de Qinghai dijo que estos incidentes reflejan algunos malentendidos de la política de educación bilingüe por parte del pueblo tibetano y reiteró que "la ideología rectora y los principios básicos para fortalecer y mejorar la educación bilingüe es completamente correcta" y que "como Estado está promoviendo el uso del mandarín estándar y los caracteres chinos, pero que el derecho de los pueblos minoritarios a utilizar los idiomas minoritarios locales debe ser lo suficientemente respetado y protegido".